# Acostemma viridipennis
Acostemma viridipennis är en insektsart som beskrevs av Victor Antoine Signoret 1860. Acostemma viridipennis ingår i släktet Acostemma och familjen dvärgstritar. Inga underarter finns listade i Catalogue of Life.